# 侍中
侍中（じちゅう）は、皇帝の側近で皇帝の質問に備え、身辺に侍する役職である。
中国においては秦代に始まり、丞相の属官として殿中の奏事を司り、漢代に入ると加官（本職の他の兼任専用の役職）となって皇帝の乗輿・服飾をも扱った。漢から魏にかけて荀彧が守尚書令に侍中を兼ね、続いて太尉司馬懿と大将軍曹爽が侍中を兼ねている。
魏以後は、専任の侍中も設置され、概して4名が置かれた。枢機に参与する重職となった。南朝の梁や北朝の北魏では、宰相と同等の官となった。
隋代には納言と改称されたが、唐代に旧に復した。唐以後は門下省の長官を兼ねて2名が任命され、事実上の丞相となる。だが、時代の変遷に伴って、その権限は縮小された。門下省は貴族勢力の権益を代表して皇帝権と対抗する部局であったが、唐の中期以降は帝権が強まるにつれて門下省の権威は低下し、中書省に吸収されるに至る。
宋代に侍中の官名は復したが、それは実務を伴った官職ではなく、元代以後には廃止された。
日本では蔵人の唐名として用いられる。